# Roy Glauber
Roy Jay Glauber (New York, 1 september 1925 – Arlington (Massachusetts), 26 december 2018) was een Amerikaans natuurkundige die in 2005 de helft van de Nobelprijs voor Natuurkunde kreeg "Voor zijn bijdrage aan de kwantumtheorie van optische coherentie." De andere helft van de Nobelprijs ging naar John Hall en Theodor Hänsch.

## Biografie
Glauber studeerde in 1941 af aan de Bronx High School of Science. Als eerstejaars student aan de Harvard-universiteit werd de toen 18-jarige Glauber gerekruteerd om te werken aan het Manhattanproject; in Los Alamos was hij een van de jongste wetenschappers. Hij werd er belast met de taak om de kritische massa te berekenen voor de atoombom. Na twee jaar in Los Alamos gewerkt te hebben keerde hij terug naar Harvard, waar hij in 1946 zijn bachelordiploma behaalde. In 1949 promoveerde hij onder Julian Schwinger met een thesis over de kwantumveldtheorie.
Aansluitend was Glauber postdoc-student bij de Princeton-universiteit (1949-50) en Eidgenössische Technische Hochschule Zürich (1950-51). Na korte periode als docent kwantumfysica bij Caltech ging hij in 1952 terug naar de Harvard-universiteit. Na vier jaar docent natuurkunde werd hij er in 1956 benoemd tot hoogleraar.
In zijn werk, gepubliceerd in 1963, creëerde hij een model voor fotodetectoren en verklaarde hij de fundamentele kenmerken van verschillende soorten licht, zoals laserlicht (coherente straling) en thermisch licht van gloeilampen. De door hem gemaakte theoretische beschrijving van het gedrag van lichtdeeltjes worden breed toegepast op het gebied van de kwantumoptica.
Glauber ontving veel eerbetoon voor zijn onderzoek, waaronder de Albert A. Michelson Medal (1985) van het Franklin Institute, de Max Born Award (1996) van de Optical Society of America, de Dannie Heineman Prize for Mathematical Physics (1996) van de American Physical Society en de Nobelprijs (2005).